# Стоян Апчевски
Стоян Апчевски (на македонска литературна норма: Стојан Апчевски) е художник от Република Македония.

## Биография
Апчевски е роден в 1936 година в Гърция, в село Баница, Леринско, на гръцки Веви. По време на Гражданската война в Гърция е изведен от страната в групата на така наречените деца бежанци. Завършва Школа за приложно изкуство в Скопие. Член е на Дружеството на художниците на Битоля и дългогодишен негов председател. Автор е на многобройни изложби. В началото творчеството му се характеризира с елементи на лирична абстракция - светъл колорит, енергични централни композиции, хармония на тоналности. По-къснно тези елементи добиват абстрактно-асоциативен призвук, а късното му творчество се отличава с драматичен експресионизъм. Картини на Апчевски се намират в музеи и частни колекции в страната.
Умира в 2012 година.